# Bulobana
Bulobana is een geslacht van hooiwagens uit de familie Assamiidae.
De wetenschappelijke naam Bulobana is voor het eerst geldig gepubliceerd door Roewer in 1935. 

## Soorten
Bulobana omvat de volgende 2 soorten:
- Bulobana infuscata
- Bulobana octopunctata